# Jaripito, Michoacán de Ocampo
Jaripito är en ort i Mexiko.   Den ligger i kommunen Tuxpan och delstaten Michoacán de Ocampo, i den södra delen av landet, 130 km väster om huvudstaden Mexico City. Jaripito ligger 2 227 meter över havet och antalet invånare är 505.
Terrängen runt Jaripito är lite bergig. Runt Jaripito är det ganska tätbefolkat, med 160 invånare per kvadratkilometer. Närmaste större samhälle är Heróica Zitácuaro, 14,8 km söder om Jaripito. I omgivningarna runt Jaripito växer huvudsakligen savannskog.